# عثمان بازفانت أوغلو
عثمان بازفانت أوغلو ( 1758 - 27 يناير 1807) كان جندياً عثمانياً وحاكم منطقة فيدين ومتمرداً على الحكم العثماني.ويـُذكر أنه كان صديق ريغاس فيرايوس، الشاعر الثوري اليوناني، وقد حاول انقاذه من السلطات العثمانية في بلغراد.